# San Bernardo (Chaco)
Pour les articles homonymes, voir San Bernardo.
San Bernardo est une ville de la province du Chaco, en Argentine, et le chef-lieu du département de O'Higgins. Elle est située à 171 km à l'ouest de Resistencia. Sa population s'élevait à 11 101 habitants en 2001.